# Forstsamendarre Jatznick

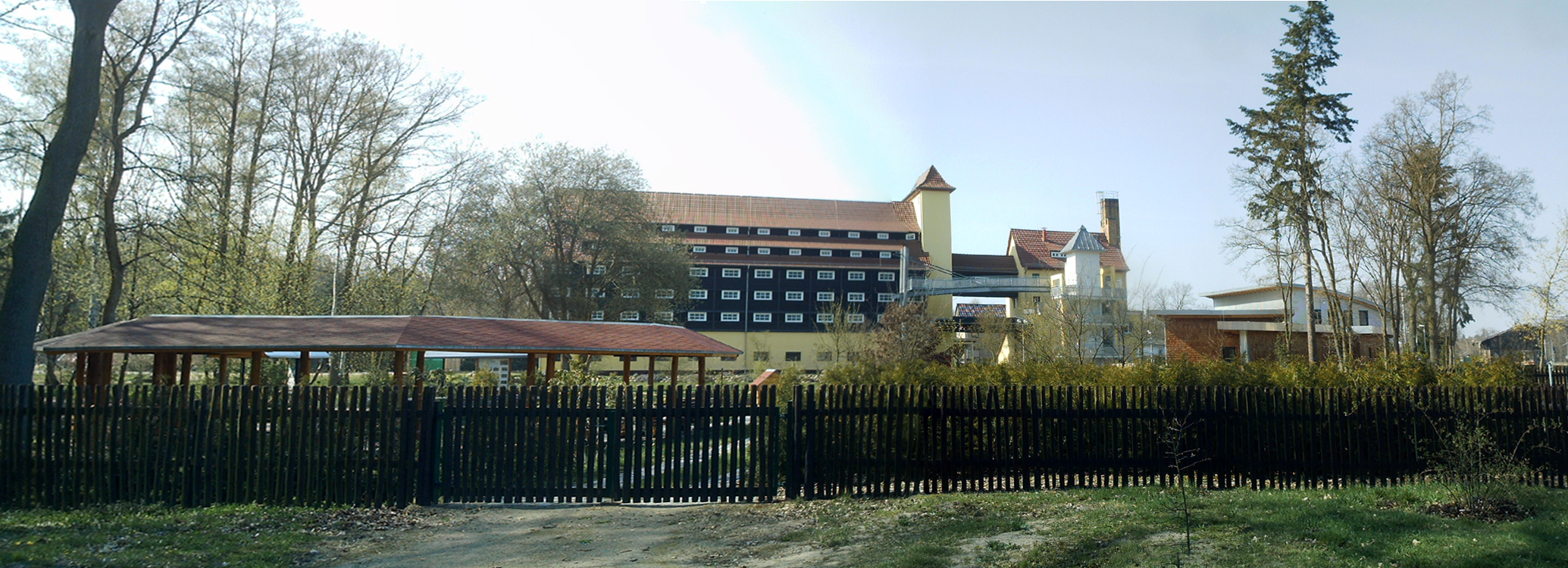
Forstsamendarre in Jatznick

Die Forstsamendarre Jatznick ist eine forstwirtschaftliche Einrichtung zur Saatgutversorgung und gehört zur Landesforst Mecklenburg-Vorpommern. Sie befindet sich in der namensgebenden Gemeinde Jatznick im Landkreis Vorpommern-Greifswald im Osten Mecklenburg-Vorpommerns und ist ein Technisches Denkmal.

## Aufgaben

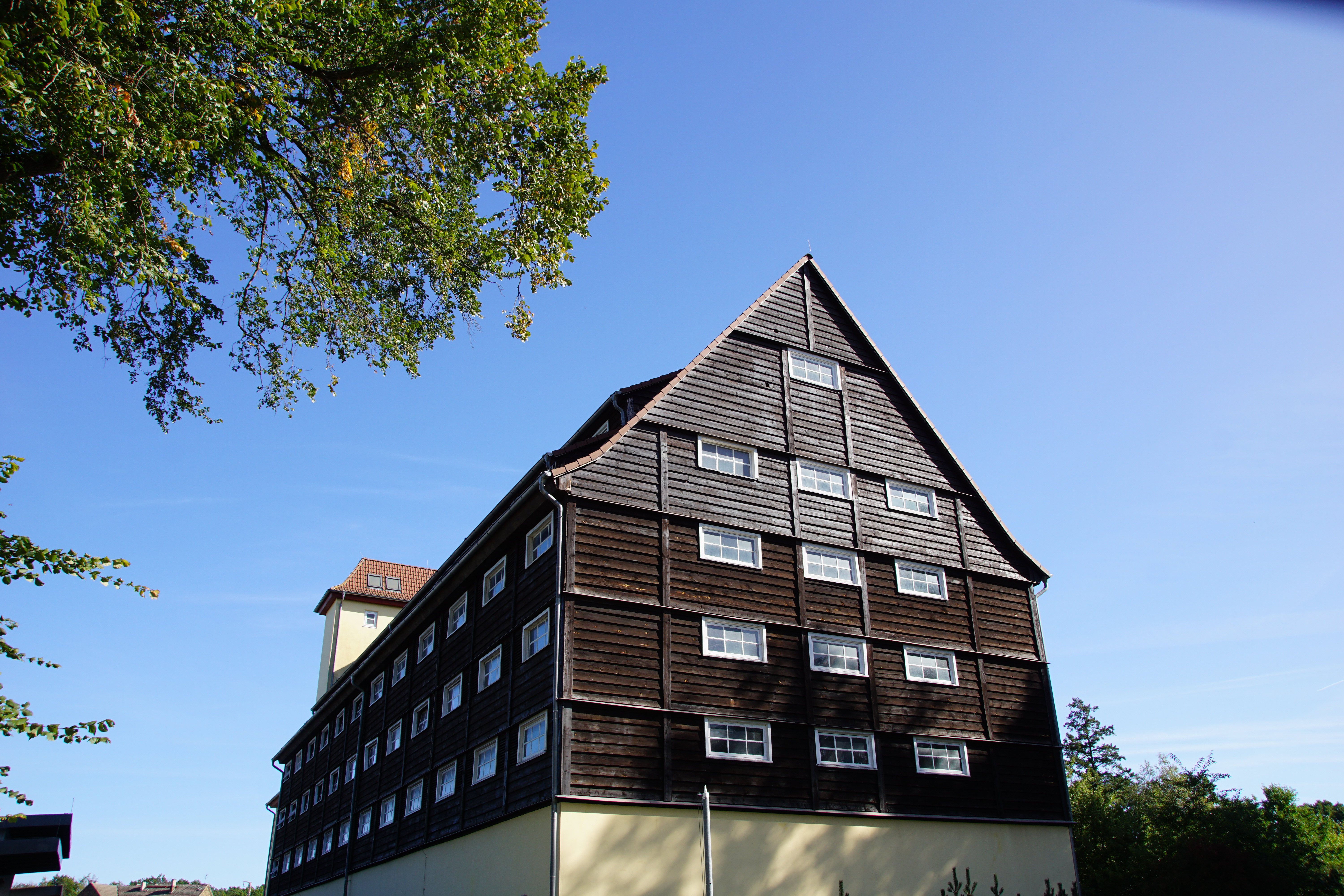
Forstsamendarre Jatznick

Die Forstsamendarre verfolgt zwei Unternehmensziele: Die Saatgutaufbereitung und -lagerung sowie die touristische Nutzung. Zunächst bestand das Angebot ausschließlich aus Saatgut für Kiefern, wurde aber im Laufe der Jahrzehnte auch auf andere Nadelhölzer, ab 1991 um Laubbäume, Sträucher und Früchte erweitert. In der Darre werden Samen von Sträuchern und Bäumen auf fünf Etagen und in 168 Boxen mit einer Kapazität von 3,5 Tonnen Kiefern oder 800 Kilogramm Douglasie aufbereitet und vermarktet. Im Jahr 2013 umfasste das Angebot mehr als 90 Baum- und Straucharten. Im Auftrag der Landesforstverwaltung übernimmt die Einrichtung das Trocknen, Aufbereiten und Lagern von Forstsaatgut. Privatkunden können ein Lohnklengen in Anspruch nehmen sowie Forstsaatgut und Sträucher aufbereiten und lagern lassen. Die Stratifikation ist ebenfalls möglich. Eine Schaumanufaktur zeigt, wie in der Vergangenheit das Saatgut von Nadelbäumen mit historischen Geräten gewonnen wurde. Im Museum befindet sich eine Dauerausstellung „Historisches und Modernes zum Thema Samendarren und Saatgutaufbereitung“, die durch eine jährlich wechselnde Themenausstellung ergänzt wird. Auf dem Gelände befindet sich weiterhin ein dendrologischer Garten, ein  Herbarium, ein Labyrinth sowie die Möglichkeit zur Fahrt mit einer Draisine.

## Geschichte

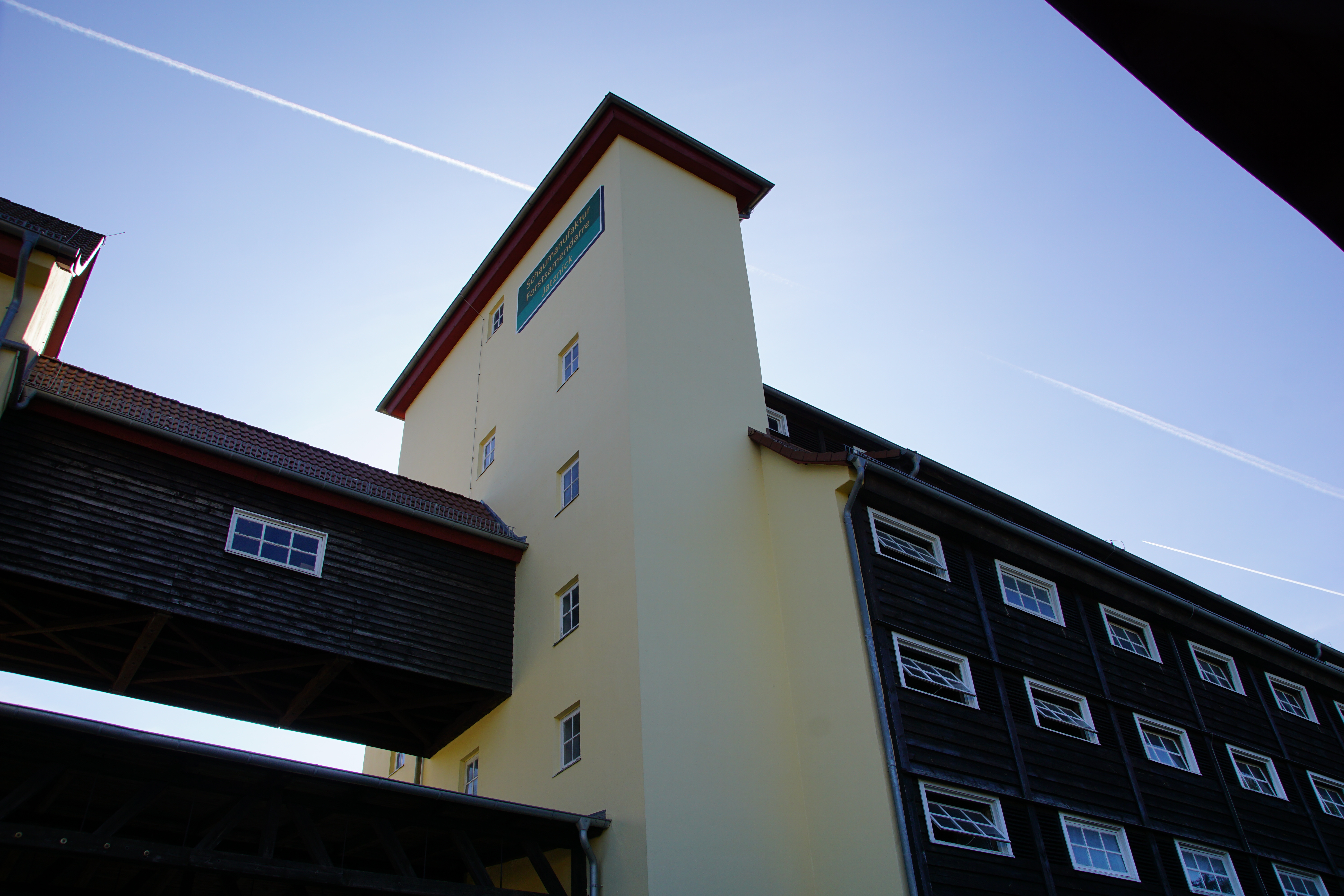
Forstsamendarre Jatznick

Der Versailler Vertrag verpflichtete Deutschland nach dem Ende des Ersten Weltkrieges zur Leistung umfangreicher Reparationen. Ein Teil dieser Leistungen bestand in großen Holzlieferungen in die Kohlereviere nach Belgien und Frankreich. Die Entholzung führte insbesondere in Pommern und Brandenburg zu großen Kahlflächen, die wieder aufgeforstet werden mussten. Um das hierfür erforderliche Saatgut in großer Menge bereitzustellen, entstand unter der Leitung des Regierungs- und Baurats Kuno von Pentz in den Jahren 1922 bis 1923 die Forstsamendarre in Jatznick. Sie gelangte als preußischer Staatsforst in das Eigentum des preußischen Staates. Das Bauwerk war als so genannte Sicherheitsdarre in zwei Gebäudeteile untergliedert: Es bestand aus einem hölzernen, dreigeschossigen Speicher für Zapfen sowie ein südwestlich daran angeschlossenes Darrgebäude mit dreieinhalb Geschossen, die aus Mauerziegeln errichtet wurden. Durch das Gegenstromprinzip stieg hier erzeugte, warme Luft in der Darre auf und kühlte sich dabei ab. So stellte man die optimale Darrtemperatur von 60 bis 70 °C sicher. Durch Lamellen in der Fassade erreichte man im Innern eine weitgehend konstante Luftfeuchtigkeit.
Trotz umfangreicher Brandschutzmaßnahmen zerstörte ein Feuer in der Nacht zum 28. Dezember 1935 die Darre und den Zapfenspeicher. Im darauf folgenden Frühjahr begann der Wiederaufbau durch die Firma Rambow Dampfsägerei und Baugeschäft aus Ferdinandshof. Mit Hilfe eines Austauschvertrages lieferte das Unternehmen das erforderliche Bauholz und erhielt im Gegenzug die 1,6-fache Menge aus dem Forst. Der Umbau wurde genutzt, um den Zapfenspeicher um ein viertes und fünftes Geschoss zu erweitern und gleichzeitig einen elektrischen Fahrstuhl der Firma Eifrück & Heldemich einzubauen, der heute noch in Betrieb ist. Zusätzlich baute man verbesserte Feuerschutzklappen ein. 1937 nahm die Darre den Betrieb wieder auf. Gegen Ende des Zweiten Weltkrieges zerstörte ein Luftangriff der Roten Armee  auf den angrenzenden Bahnhof das Wohn- und Dienstgebäude und verhinderte damit die weitere Produktion von Samen.
Mit der Verwaltungsreform von 1952 in der DDR gelangte die Darre zum Forstbetrieb Torgelow. Trotz fehlender Instandhaltungsmaßnahmen produzierte die Darre ab 1953 wieder Saatgut – im Jahr 1955 beispielsweise 5.860 Kilogramm mit einem Wert von 203.450 Mark. Doch erst zehn Jahre später erfolgte der dringend benötigte Neubau eines Sozialgebäudes mit Werkswohnungen. 1967 trat ein Defekt an der Feuerungsanlage auf, in dessen Folge die Darre ein knappes Jahr keine Samen produzierten konnte. 1973 baute man eine neue Kühlzelle, die bis 1998 in Betrieb war. 1990 wurden – bedingt durch die Deutsche Wiedervereinigung – die staatlichen Forstwirtschaftsbetriebe aufgelöst und 1992 durch Forstämter ersetzt. Die Darre gelangte so in das Landeseigentum Mecklenburg-Vorpommerns. Ein Jahr später wurde sie in die Denkmalliste des Kreises Pasewalk aufgenommen. 1998 erfolgte der Einbau neuer Kühlzellen in den Keller des Zapfenspeichers. In diesem Jahr gründete sich auch der Förderverein Samendarre Jatznick e. V.. Der Verein setzte sich unter anderem für die Einbindung der Darre in die touristische Entwicklung der Region ein. 2001 wurde eine Kooperationsvereinbarung durch den Minister für Landwirtschaft, Till Backhaus, und den Landrat des Uecker-Randow-Kreises, Siegfried Wack, unterzeichnet. Diese sieht den Ausbau der Darre zur „Stätte der historischen Produktion, Kommunikation, Lehre und Begegnung“ vor. Ein Jahr später begannen die Planungen, die umfangreiche Sanierungsmaßnahmen sowie Neubauten vorsahen. In den Jahren 2004 bis 2006 investierte das Land rund 3,2 Millionen Euro. 2007 schloss man die Sanierungsarbeiten an dem Gebäude ab.